# 36. Waffen-Grenadier-Division der SS
36. Waffen-Grenadier-Division der SS, även SS-Sturmbrigade Dirlewanger, Sonderkommando Dirlewanger, SS-Sonderbataillon Dirlewanger, SS-Sonderregiment Dirlewanger och „Die schwarzen Jäger“ ("De svarta jägarna"), var en tysk Waffen-SS-division. Den leddes av Oskar Dirlewanger.
I början av 1940 bestod regementet framför allt av tjuvjägare, vilkas kunskaper ansågs användbara i fält, men snart kom andra dömda brottslingar att ingå. Detta SS-regemente slogs på östfronten under andra världskriget, och hade inga kaserner eftersom det alltid skulle vara i strid. Förbandet gjorde sig känt för så grova övergrepp mot civilbefolkningen i Polen och Sovjetunionen att andra tyska förband klagade. De har beskrivits som en "skräckinjagande hop" av "mördare, överlöpare, sadistiska idioter och förkastade utstötta från andra enheter". Under sin tjänstgöring mördade de minst 30 000 civila i Vitryssland och 40 000 i Polen. Brigaden uppförde sig ofta så väldigt förskräckligt att t.o.m. andra SS-enheter ofta klagade uppåt om deras beteende.

## Enhetens historia
- Wilddiebkommando Oranienburg: 15 juni 1940 – juli 1940
- SS-Sonderkommando Dirlewanger: juli 1940 – 1 september 1940
- SS-Sonderbataillon Dirlewanger: 1 september 1940 – september 1943
- Einsatz-Bataillon Dirlewanger (tillfällig benämning använd 1943 och 1944)
- SS-Regiment Dirlewanger: september 1943 – 19 december 1944
- SS-Sonderregiment Dirlewanger (tillfällig benämning använd 1943 och 1944)
- SS-Sturmbrigade Dirlewanger: 19 december 1944 – 20 februari 1945
- 36. Waffen-Grenadier-Division der SS: 20 februari 1945 – maj 1945

## Bilder

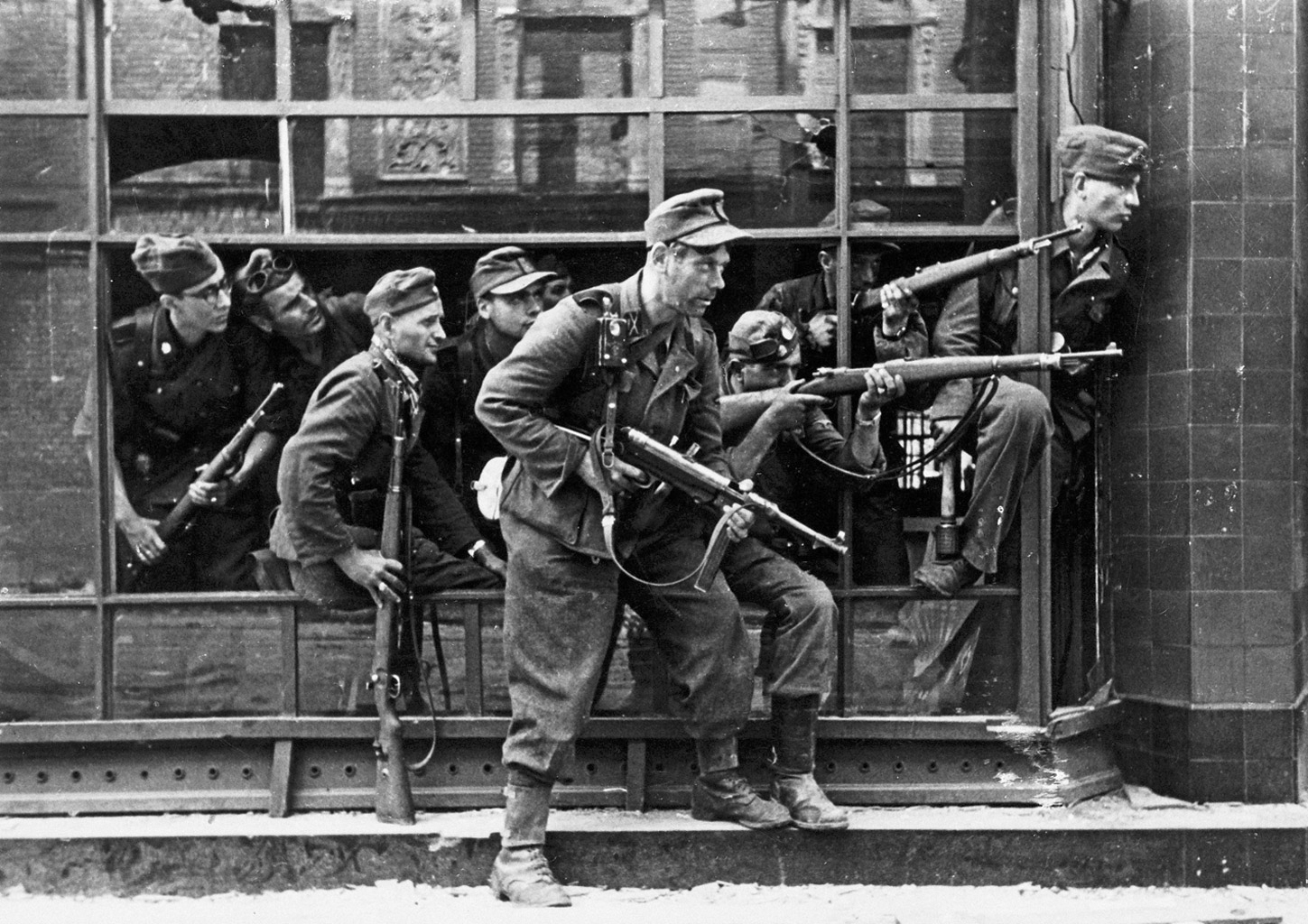
Medlemmar ur SS-Sonderregiment Dirlewanger under Warszawaupproret år 1944.
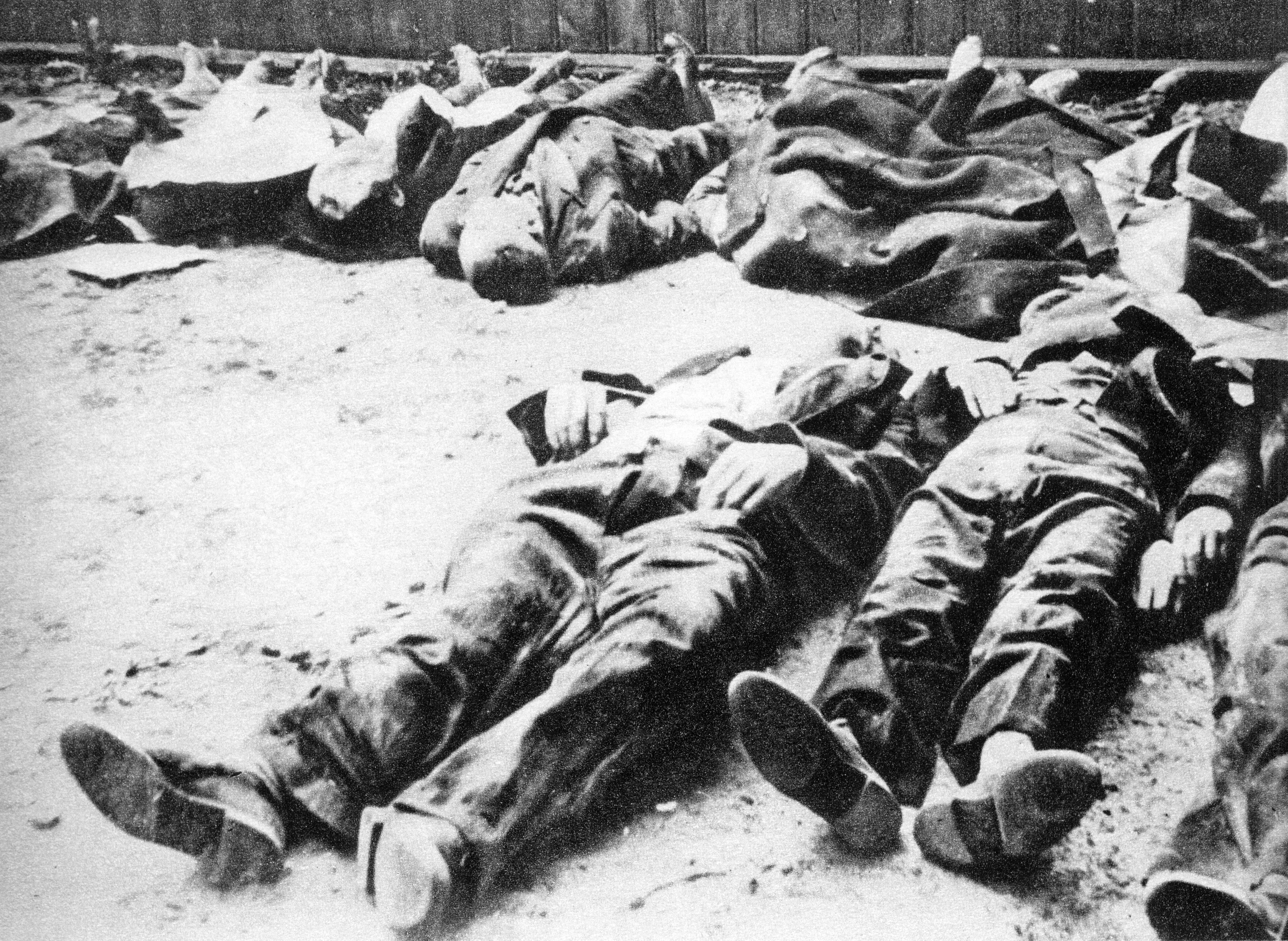
Polska civilpersoner mördade av SS-Sonderregiment Dirlewanger under Warszawaupproret år 1944.